# 上海环球乐园
上海环球乐园是中華人民共和國上海市嘉定區歷史上的一個遊樂場，位於沪嘉高速公路南翔出口处附近，占地约6.67公顷。由南翔经济发展总公司、深圳蛇口泰山集团、上海绿洲房地产公司、成都招商实业发展公司、深圳造币公司、成都深春实业发展公司、南方置业公司等企业联建。园名由国务院副总理钱其琛题写，1996年9月正式开放。上海环球乐园內按1:1原型仿造了一些世界著名景点。開業第二年，上海环球乐园就虧損，2000年，上海环球乐园停止对外营业。环球乐园倒闭後的几年里，周边的居民在夏天进去游泳，結果造成了几起溺死事故，最后警方用铁丝网将乐园围了起来，禁止任何人进入。後來南翔镇在原环球乐园旧址启动建设了留云湖公园，該公園於2012年建成对外开放。新公園內有一個名為留云湖的湖泊。